# Tazewell, Tennessee
Tazewell är administrativ huvudort i Claiborne County i Tennessee. Vid 2020 års folkräkning hade Tazewell 2 348 invånare.